# Franz Neudorfer
Franz Neudorfer (* 27. November 1919 in Attnang-Puchheim; † 24. August 1984 in Vöcklabruck) war ein österreichischer Politiker (ÖVP) und Bahnbeamter. Er war Abgeordneter zum Oberösterreichischen Landtag und Abgeordneter zum Österreichischen Nationalrat.

## Leben
Neudorfer besuchte nach der Volksschule das Kollegium Petrinum in Linz und legte 1938 die Matura ab. Er studierte drei Semester Philosophie am Bischöflichen Priesterseminar Linz und trat 1945 als Beamter in den Dienst der Österreichischen Bundesbahnen. Zudem war er von 1954 bis 1959 Kammerrat der Kammer für Arbeiter und Angestellte für Oberösterreich. Neudorfer vertrat die Österreichische Volkspartei vom 9. November 1954 bis zum 5. Dezember 1955 als Abgeordneter im Nationalrat, danach war er vom 19. November 1955 bis zum 16. November 1961 Abgeordneter zum Oberösterreichischen Landtag.